# Guillermo Bredeston
Guillermo Bredeston (Concepción del Uruguay, Entre Ríos; 24 de agosto de 1933 - Buenos Aires; 28 de julio de 2018), cuyo nombre completo era Guillermo Juan Bredeston, fue un primer actor de radio, cine, teatro y televisión argentino. Ganador de un Martín Fierro como mejor actor en 1967.

## Biografía
Bredeston desarrolló una extensa carrera profesional. En 1981 obtuvo el Premio Konex - Diploma al Mérito en la disciplina Actor de Comedia Radio y TV, además de un Premio Martín Fierro en mayo de 2016 por su trayectoria.
Actuó con las máximas figuras de la década de 1960 como Fernanda Mistral, Eva Dongé, Elsa Daniel, Beatriz Taibo, entre otras. 
Estuvo casado con la actriz Nora Cárpena  pero anterior a ese matrimonio, estuvo casado con su primera esposa Grece Silva, durante 2 años , aún casado  mantuvo un romance con la joven actriz Nora Cárpena, con quién luego de quedar embarazada,se separó de su esposa Grece y blanqueó su relación con Nora .
El actor tuvo un momento desagradable en 1972 cuando discutió con el periodista Lucho Avilés con quien tuvo un altercado en los estudios de grabaciones con insultos, puñetazos y desmayos durante el epílogo del programa Derecho a réplica.
El actor pasó momentos de salud muy difíciles en los últimos años de su vida: fue internado en la Clínica La Trinidad de Palermo (Buenos Aires) luego de sufrir problemas respiratorios devenidos de una infección. 
Sufrió un accidente cerebrovascular a principios de 2011 y en marzo de 2012 estuvo 40 días hospitalizado.
Falleció en Buenos Aires el 28 de julio de 2018, a los 84 años.

## Filmografía
- Con mi mujer no puedo (1978)
- El mariscal del infierno (1974).... Gastón de Malebranche
- ¡Quiero besarlo señor!  (1973)
- Deliciosamente amoral (1969)
- Pimienta (1966) ….Germán Villegas
- La cigarra no es un bicho  (1964).... Marcelo Medina, novio virgen
- La familia Falcón (1963)
- Allá donde el viento brama (1963)
- Dar la cara  (1962)
- Quinto año nacional (1961)
- Las furias (1960).... Novio de la hija
- Pobres habrá siempre (1958) … Manuel

## Televisión
- Ciclo de Guillermo Bredeston y Nora Cárpena (1981-82-83)
- Noche de comedia (1979-80)
- Hermosos mentirosos (1976-77), serie
- La comedia brillante (1974)
- Mi amigo Andrés (1973)
- Y perdónanos nuestras deudas (1973) serie... Luciano
- La comedia del domingo (1972) serie
- Así en la villa como en el cielo (1971) serie.... Daniel
- Abelardo Pardales (1969) serie
- Muchacho triste (1968) con Fernanda Mistral
- Los que no debían amarse (1968) con Fernanda mistral y Rudy Carrié
- La piedra contra el cristal (1968)  con fernanda Mistral y  Claudio Garcia Satur
- Adorable profesor Aldao (1968) serie.... Mariano Aldao
- Desesperadamente vivir (1967) con Fernanda Mistral y Nora Carpena
- Las chicas (1965) serie.... Visita
- Su comedia favorita (1965) serie.... Personajes varios
- Vos y yo, toda la vida (1964) serie.... Andrés Acevedo
- Estudio 3 (Episodio La puerta de Michobader (1964) Episodio
- Ese que siempre está solo (1964)
- Tu triste mentira de amor (1964) serie
- Hamlet (1964).... Horatio
- Mañana puede ser verdad Episodio Los bulbos- (1962) episodio
- Quinto año nacional (1961)
- ¿Es usted el asesino? (1961) miniserie
- La mano (1960).... Pierre

Como productor
- Con pecado concebidas (1993) serie (sin acreditar)

## Teatro
- Los días Felices ( 1967) con Fernanda Mistral, Jorge Barreiro,Cristina del Valle ,Nora Carpena y Norberto Suárez
- Ensalada de ternura y tomate (1977/1978), con la "Compañía de comedias Guillermo Bredeston-Nora Carpena".
- Aprobada en castidad (1960), con Pepita Serrador, Narciso Ibáñez Serrador, Inés Moreno, Amalia Bernabé, Carmen Llambí, Mariquita Gallegos y Rodolfo Onetto.